# Nombre d'Eötvös
En dinàmica de fluids, el nombre d'Eötvös (Eo) també anomenat nombre de Bond (Bo) és una magnitud adimensional que mesura la importància de les forces de tensió superficial comparades amb les forces de cos is s'utilitza, juntament amb el nombre de Morton, per caracteritzar la forma de les bombolles o de les gotes que es mouen al voltant d'un fluid. Els dos noms commemoren el físic hongarès Loránd Eötvös (1848-1919) i el físic anglès Wilfrid Noel Bond (1897-1937) respectivament. El terme nombre d'Eötvös s'utilitza amb més freqüència a Europa, metre que nombre de Bond és més usat en les altres parts del món.

## Definició
El nombre d'Eötvos o de Bond és definit comː
{\displaystyle \mathrm {Eo} =\mathrm {Bo} ={\frac {\Delta \rho \,g\,L^{2}}{\sigma }}}
- {\displaystyle \Delta \rho } = diferència en densitat de les dues fases, (unitats en el SI: kg/m3)
- g = gravetat, (unitats en el SI: m/s²)
- L =llargària característica, (unitats en el SI: m)
- {\displaystyle \sigma } = tensió superficial, (unitats en el SI: N/m)

Un valor alt del nombre d'Eötvös o de Bond indica que el sistema no es veu gaire afectat pels efectes de tensió superficial; un valor baix (típicament més petit que 1) indica que les tensions superficials dominen. Nombre intermedis indiquen un equilibri no trivial entre els dos efectes. Es pot trobar de diverses maneres, com ara aproximant el valor de la pressió d'una gota de líquid que es troba sobre una superfície sòlida. Altres nombres adimensionals semblants sónː
{\displaystyle \mathrm {Bo} =\mathrm {Eo} =2\,\mathrm {Go} ^{2}=2\,\mathrm {De} ^{2}\,}
on Go i De són els nombre de Goucher i de Deryagin, que són el mateixː el nombre de Goucher sorgeix típicament en problemes de recobriment de filferro i, per tant, se sol usar el radi com a llargària característica mentre que el nombre de Deryagin apareix en problemes de gruix de plaques i usa, doncs, una llargària cartesiana.